# Tierheilpraktiker
Tierheilpraktiker (THP) ist eine gesetzlich nicht geschützte Berufsbezeichnung für Personen, die gewerbsmäßig Tiere behandeln, ohne Tierarzt zu sein. Die Berufsbezeichnung „Tierheilpraktiker“ kann von jedermann geführt werden, ein Befähigungsnachweis ist hierfür nicht erforderlich. Im Unterschied zum Heilpraktiker unterliegt die Tätigkeit als Tierheilpraktiker keinen Zulassungsvoraussetzungen. Nach gängiger Rechtsprechung darf die Berufsbezeichnung Tierheilpraktiker nur mit dem Hinweis geführt werden, dass es für die Ausübung dieses Berufes keiner staatlichen Erlaubnis bedarf. Die Tätigkeit als Tierheilpraktiker ist in der Bundesrepublik Deutschland durch eine Vielzahl allgemeingültiger Rechtsvorschriften eingeschränkt; hierzu gehören insbesondere arzneimittelrechtliche, tierseuchenrechtliche, tierschutzrechtliche und betäubungsmittelrechtliche Vorschriften. Die laut diesen gesetzlichen Regelungen ausschließlich Tierärzten vorbehaltenen Tätigkeiten dürfen Tierheilpraktiker nicht ausüben. In Österreich sind ausschließlich Tierärzte dazu befugt, Tiere zu behandeln. In der Schweiz ist die Rechtslage kantonal uneinheitlich.

## Geschichte
Bis ins späte 18. Jahrhundert war die sogenannte Thierarzneykunst reine Empirie. Der zur damaligen Zeit als anrüchig geltende Umgang mit toten wie mit kranken Tieren lag zunächst in den Händen von Kutschern und Reitknechten, Hirten, Schäfern und Schmieden, später in denen von Viehhändlern, Roßkämmern und Roßtäuschern und schließlich bei den als unehrenhaft angesehenen Abdeckern, Wasenmeistern und Scharfrichtern. Die ständig steigenden Tierverluste durch Kriege, parasitäre Erkrankungen, Fortpflanzungsstörungen und besonders Tierseuchen erzwangen schließlich die Einrichtung von selbständigen Fachschulen zur Ausbildung von Tierärzten; zunächst für die organisierte Bekämpfung der Rinderpest und die Bedarfe der Kavallerie. In der Folgezeit wurde die Ausbildung von Tierärzten stark erweitert und auf wissenschaftliche Erkenntnisse gestützt, wodurch die Akzeptanz von Tierärzten seitens der Bevölkerung stark verbessert werden konnte und nichttierärztliche Tierheilkundler kaum noch nachgefragt wurden.
Ab dem frühen 20. Jahrhundert erzeugte das Konzept der sogenannten Neuen Deutschen Heilkunde, welches die Schulmedizin mit als „biologische Heilverfahren“ bezeichneten Außenseiterverfahren zusammenbringen sollte, nachhaltige Kritik an einer rein naturwissenschaftlichen Medizin und führte zu einer Renaissance alternativmedizinischer und esoterischer Therapieformen. 1931 wurde unter dem Namen „Verband deutscher Tierheilkundiger“ der erste Tierheilpraktikerverband beim Registergericht in Heek eingetragen. In der Folgezeit kam es zur Gründung weiterer Fachverbände wie auch zahlreicher privater Anbieter von kostenpflichtigen Ausbildungskursen.

## Tätigkeitsbereich
Tierheilpraktiker sind zumeist in eigener Praxis tätig und behandeln sowohl Heimtiere als auch lebensmittelliefernde Tiere. Die eingesetzten Behandlungsverfahren sind überwiegend der Alternativmedizin zuzuordnen. Neben Phytotherapie werden auch Anwendungen aus den Bereichen Physikalische Therapie, Manuelle Therapie, Traditionelle Chinesische Medizin und Diätetik eingesetzt, die aus wissenschaftlicher Sicht teilweise als sinnvoll angesehen werden können und auch von vielen Tierärzten eingesetzt werden. Tierheilpraktiker setzen außerdem nachweislich unwirksame Therapien ein, wie die der Humoralpathologie zuzuordnenden ausleitenden Verfahren, Schüßler-Salze, Homöopathie, Bach-Blütentherapie und diverse weitere der Regulationstherapie zugeordnete Verfahren. Überdies werden größtenteils als unwirksam einzustufende technikgestützte Verfahren eingesetzt, wie Bioresonanztherapie und Magnetfeldtherapie.

## Rechtliche Situation in Deutschland
Der Tierheilpraktikerberuf gehört rechtlich betrachtet weder zu den Heilberufen noch zu den Gesundheitsfachberufen und befindet sich daher in einem juristischen Freiraum. Dieser Freiraum beruht auf dem Grundrecht auf Berufsfreiheit aus Artikel 12 Absatz 1 GG, welches nur zum Schutz des Gemeinwohls eingeschränkt werden kann (s. a. Apotheken-Urteil). Solcherart Einschränkungen werden im Bereich der Tierheilbehandlung seitens der Bundesregierung nur für Tierärzte als notwendig erachtet und nicht für Tierheilpraktiker, „weil kein öffentliches Interesse für eine gesetzliche Regelung für diese relativ kleine Berufsgruppe gesehen wird.“ Die Anzahl der praktizierenden Tierheilpraktiker sei der Bundesregierung allerdings unbekannt. Der Branchenverband ArtgerechteTiergesundheit schätzt die Anzahl der Tierheilpraktiker auf 25.000 (Stand 2014). Demgegenüber standen im selben Jahr rund 28.500 aktiv tätige und rund 11.000 nicht (mehr) aktiv tätige Tierärzte.

### Ausbildung
Während die Ausbildung von Tierärzten zahlreichen staatlichen Vorgaben unterliegt und Studenten diverse Prüfungen unter staatlicher Aufsicht ablegen müssen, bevor sie die staatliche Zulassung zur Berufsausübung beantragen können, unterliegen die Ausbildungsangebote für Tierheilpraktiker keinerlei staatlichen Vorgaben. Zahlreiche Institutionen bieten miteinander kaum vergleichbare Kurse unterschiedlichster Dauer (von einem Wochenende bis zu mehreren Jahren) und Qualität an, bei denen häufig als „Diplom“ bezeichnete Abschlußurkunden verliehen werden. Die staatlich nicht anerkannten Abschlüsse, welche die privaten Ausbildungsanbieter vergeben, bergen dabei die Gefahr in sich, Tierbesitzern einen falschen Eindruck vermeintlicher Professionalität zu vermitteln.

### Berufsausübung
Die Berufsausübung des Tierheilpraktikers bewegt sich in einem schwer überschaubaren rechtlichen Rahmen. So darf die Berufsbezeichnung „Tierheilpraktiker“ beispielsweise nach gängiger Rechtsprechung nur mit dem Hinweis geführt werden, dass es
für die Ausübung dieses Berufes keiner staatlichen Erlaubnis bedarf. Die vom Oberlandesgericht München als berechtigt anerkannte Befürchtung der Zentrale zur Bekämpfung unlauteren Wettbewerbs, die Verwendung der „Phantasiebezeichnung“ Tierheilpraktiker sei als „irreführend i. S. von § 3 UWG zu beanstanden, weil der Verkehr die Parallele zum Beruf des Heilpraktikers ziehe und die Erfüllung der für diesen Beruf bestehenden gesetzlichen Zugangsvoraussetzungen erwarte“, hielt hingegen der revisionsrechtlichen Nachprüfung durch den Bundesgerichtshof nicht stand. Zu den Aufgaben des Lauterkeitsrechts gehöre es nicht, „den Verkehr vor jedweder Fehlvorstellung zu bewahren.“
Eine obligatorische Mitgliedschaft in einem Dachverband mit Sanktionsbefugnissen (analog zur Tierärztekammer) existiert für Tierheilpraktiker nicht, so dass auch keine allgemein gültige Berufsordnung existiert. Einzelne Verbände können zwar nach ihren jeweiligen Satzungen Berufsordnungen beschließen, diese sind jedoch nicht rechtsverbindlich.
In seiner praktischen Tätigkeit ist der Tierheilpraktiker an die Einhaltung einer Vielzahl allgemeiner Rechtsnormen gebunden. Dazu zählen unter anderem folgende Gesetze und Verordnungen.
- Arzneimittelgesetz (AMG)
- Tierhalter-Arzneimittelanwendungs- und Nachweisverordnung (THAMNV)
- Arzneimittelverschreibungsverordnung (AMVV)
- Verordnung über apothekenpflichtige und freiverkäufliche Arzneimittel (AMVerkRV)
- Betäubungsmittelgesetz (BtMG)
- Betäubungsmittel-Verschreibungsverordnung (BtMGVV)
- Tierschutzgesetz (TierSchG)
- Tierschutz-Nutztierhaltungsverordnung (TierSchNutztV)
- Tierschutz-Hundeverordnung (TierSchHuV)
- Tiergesundheitsgesetz (TierGesG)
- Tierimpfstoffverordnung (TierImpfStV)
- Verordnung über anzeigepflichtige Tierseuchen (TierSeuchAnzV)

Hierzu seien beispielhaft einige Vorschriften näher ausgeführt.

#### Arzneimittelrecht
Zum 28. Januar 2022 gab es durch das Inkrafttreten der Verordnung (EU) 2019/6 über Tierarzneimittel und des Tierarzneimittelgesetzes (TAMG) grundlegende Veränderungen. Somit dürfen Tielheilpraktiker nur noch freiverkäufliche Tierarzneimittel anwenden und dies nur bei Heimtieren und nur gemäß den Zulassungsbedingungen (Zieltierart, Anwendungsgebiet, Art der Anwendung, Dosierung). Während der Einsatz verschreibungspflichtiger Tierarzneimittel auch vorher nur durch tierärztliche Verschreibung erlaubt war, durften nun auch verschreibungsfreie Humanarzneimittel nicht mehr ohne tierärztliche Verschreibung bei Heimtieren angewendet werden, auch keine homöopathischen Arzneimittel. Der Antrag auf Erlass einer einstweiligen Anordnung gegen § 50 Abs. 2 TAMG vor dem Bundesverfassungsgericht wurde abgelehnt. Am 29. September 2022 erklärte das Bundesverfassungsgericht den § 50 Absatz 2 TAMG für teilweise nichtig.

#### Tierschutzrecht
Gemäß § 1 Satz 2 TierSchG darf niemand einem Tier ohne vernünftigen Grund Schmerzen, Leiden oder Schäden zufügen. Behandlungen, die das Leiden von Tieren ohne realistische Aussicht auf Erfolg verlängern oder Tieren auf anderer Art Schmerzen, Leiden oder Schäden zufügen, sind demnach rechtswidrig. Der Tierheilpraktiker ist – ebenso wie der Tierhalter – verpflichtet, bei kranken oder verletzten Tieren, soweit erforderlich, einen Tierarzt hinzuzuziehen.
Schmerzhafte Eingriffe an Wirbeltieren dürfen nur mit Betäubung vorgenommen werden. Die Betäubung warmblütiger Wirbeltiere (Säugetiere, Vögel) sowie von Reptilien oder Amphibien darf nur von Tierärzten vorgenommen werden. Eine Lokalanästhesie gilt als Betäubung im Sinne des Tierschutzgesetzes. Die unbetäubt zweifelsohne schmerzhaften Eingriffe Kastration, Kupieren, Enthornung, Aderlass wie das Nähen von Wunden bei Nutztieren sehen Tierheilpraktikerschulen ungeachtet dessen als Teil des Berufsbildes.:67
In Tierschutzangelegenheiten unterliegt der Tierheilpraktiker ebenfalls der Auskunfts- und Mitwirkungspflicht gegenüber den zuständigen Behörden.

#### Tierseuchenrecht
Nach dem Tiergesundheitsgesetz sind Tierheilpraktiker außerdem zur Duldung und Mitwirkung bei amtstierärztlich angeordneten Maßnahmen sowie zur Auskunft an die zuständige Behörde verpflichtet. Bricht eine anzeigepflichtige Tierseuche in einem von einem Tierheilpraktiker betreuten Tierbestand aus oder zeigen sich Symptome, die den Ausbruch einer solchen Tierseuche befürchten lassen, so ist der Tierheilpraktiker verpflichtet, diesen Umstand unverzüglich beim Veterinäramt anzuzeigen.

## Rechtliche Situation in anderen europäischen Ländern
In Österreich ist die Ausübung kurativer Tätigkeiten an Tieren durch Laien nach § 12 Tierärztegesetz verboten. Allerdings sind im Rahmen des Hilfsteller-Gewerbes „Tierenergetiker“ tätig, die Behandlungen von Tieren mit Bach-Blüten, Bioresonanz, Aromatherapie, Tierkinesiologie, Farben, Handauflegen und ähnlichem anbieten.
In der Schweiz ist der Beruf kantonal unterschiedlich geregelt. In einigen Kantonen ist der Tierheilpraktiker verboten, in anderen muss eine Prüfung zu den gesetzlichen Regelungen abgelegt werden, in wiederum anderen wird eine Bewilligung verlangt. Es gibt zwei Berufsverbände – den Berufsverband der TierheilpraktikerInnen sowie den Tierheilpraktiker-Verband.
In Frankreich dürfen Tiere nur durch Tierärzte behandelt werden. Ausnahmen gibt es nur für Osteopathie sowie Pferdezahnbehandlungen, die auch durch Laien erfolgen darf.
Im Vereinigten Königreich brauchen Therapeuten die Erlaubnis eines Tierarztes, der das Tier zuvor untersucht hat. Diese Bewilligung ist nur zu versagen, wenn medizinische Gründe gegen die tierheilpraktische Behandlung sprechen.